# Comité Interprofessionnel du Vin de Champagne

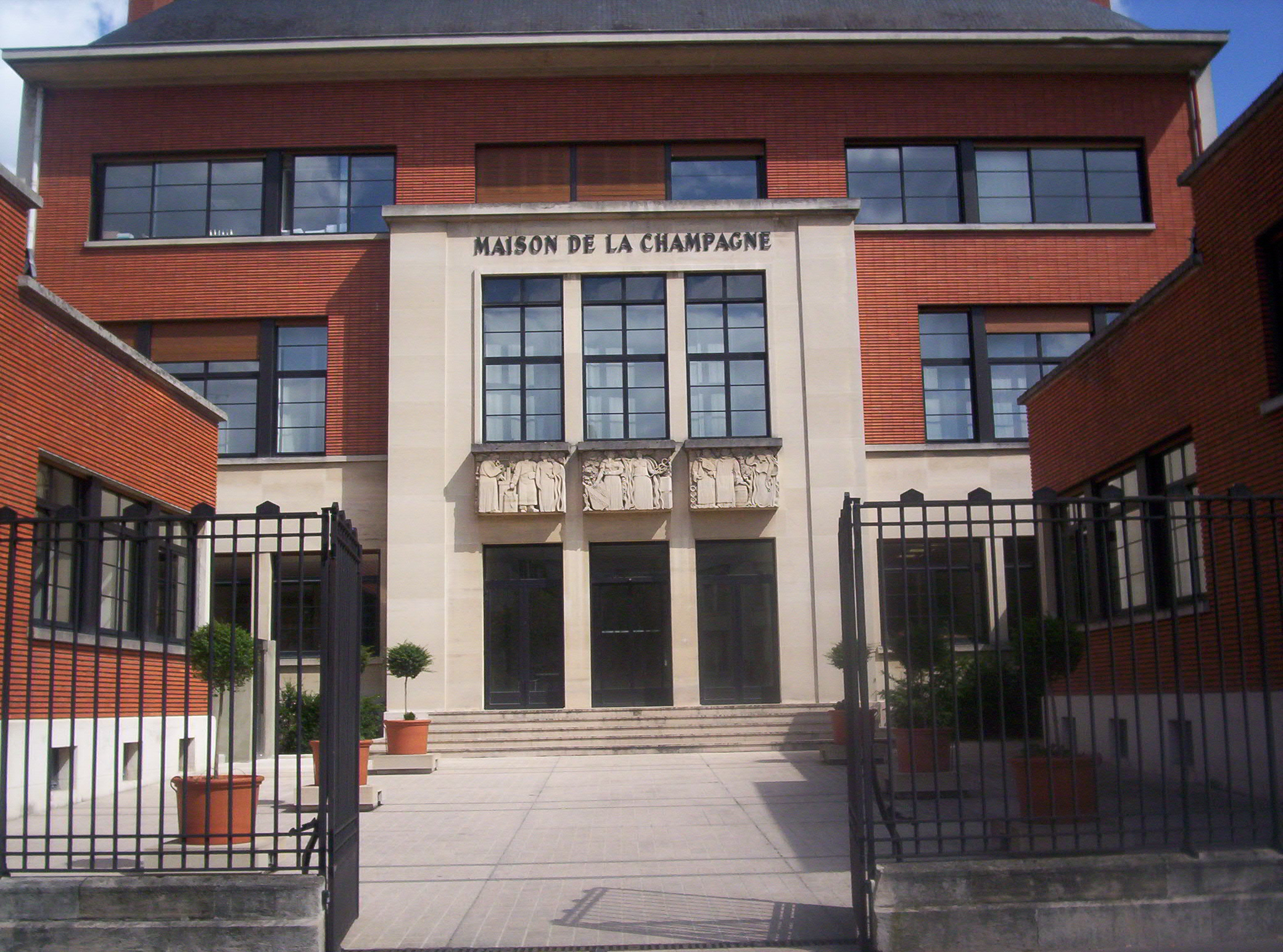
Maison de la Champagne, Sitz des CIVC

Das Comité Interprofessionnel du Vin de Champagne ist der Wirtschaftsverband, der die Interessen der unabhängigen Champagner Produzenten (vignerons) und Champagner-Häuser darstellt. 
Sein Auftrag ist es Champagner in einem breiten Rezeptionsbereich zu fördern. Dies beinhaltet die wirtschaftliche, technische und ökologische Entwicklung, sowie kontinuierliche Verbesserung der Qualität. Im Managementbereich ist dies Marketing und Kommunikation und die Förderung und den Schutz des Status einer Appellation d’Origine Protegée  auf der ganzen Welt.
Das Comité Interprofessionnel du Vin de Champagne wurde als gemeinsamer Handelsverband als halbautonome Körperschaft des öffentlichen Rechts im Jahr 1941 in Épernay gegründet.